# او (روستا)
او (به فرانسوی: Eus) یک کمون در فرانسه است که در canton of Prades واقع شده‌است.

## خصوصیات
او ۲۰٫۰۸ کیلومترمربع مساحت و ۴۱۱ نفر جمعیت دارد و ۳۴۹ متر بالاتر از سطح دریا واقع شده‌است و یکی از زیباترین روستاهای فرانسه است.